# Chiromantis
Chiromantis é um género de anfíbios da família Rhacophoridae. Está distribuído em África, a sul do Saara e no Sudoeste Asiático.

## Espécies
- Chiromantis cherrapunjiae (Roonwal and Kripalani, 1966)
- Chiromantis doriae (Boulenger, 1893)
- Chiromantis dudhwaensis (Ray, 1992)
- Chiromantis hansenae (Cochran, 1927)
- Chiromantis kelleri Boettger, 1893
- Chiromantis laevis (Smith, 1924)
- Chiromantis nongkhorensis (Cochran, 1927)
- Chiromantis petersii Boulenger, 1882
- Chiromantis punctatus (Wilkinson, Win, Thin, Lwin, Shein, and Tun, 2003)
- Chiromantis rufescens (Günther, 1869)
- Chiromantis samkosensis Grismer, Thy, Chav, and Holden, 2007
- Chiromantis senapatiensis (Mathew and Sen, 2009)
- Chiromantis shyamrupus (Chanda and Ghosh, 1989)
- Chiromantis simus (Annandale, 1915)
- Chiromantis vittatus (Boulenger, 1887)
- Chiromantis xerampelina Peters, 1854